# Tennis de taula als Jocs Olímpics d'estiu de 1988
Als Jocs Olímpics d'Estiu de 1988 celebrats a la ciutat de Seül (Corea del Sud) es van disputar quatre proves de tennis de taula, dues en categoria masculina i dues més en categoria femenina, tant en individual com en dobles. Aquesta fou la primera vegada que aquest esport formava part del programa olímpic.
Hi participaren un total de 129 tennistes, 81 homes i 48 dones, de 41 comitès nacionals diferents.

## Resum de medalles

### Categoria masculina
| Prova                      | Or                                           | Argent                                   | Bronze                                   |
| Individual masculí Detalls | Yoo Nam-Kyu                                  | Kim Ki-Taik                              | Erik Lindh                               |
| Dobles masculí Detalls     | R.P. de la Xina Chen Longcan · Wei Qingguang | IugoslàviaIlija Lupulesku Zoran Primorac | Corea del SudAhn Jae-Hyung · Yoo Nam-Kyu |

### Categoria femenina
| Prova                     | Or                                         | Argent                                 | Bronze                                  |
| Individual femení Detalls | Chen Jing                                  | Li Huifen                              | Jiao Zhimin                             |
| Dobles femení Detalls     | Corea del SudHyun Jung-Hwa · Yang Young-Ja | R.P. de la XinaChen Jing · Jiao Zhimin | IugoslàviaJasna Fazlić Gordana Perkučin |

## Medaller
| Posició | País            | Or | Argent | Bronze | Total |
| 1       | R.P. de la Xina | 2  | 2      | 1      | 5     |
| 2       | Corea del Sud   | 2  | 1      | 1      | 4     |
| 3       | Iugoslàvia      | 0  | 1      | 1      | 2     |
| 4       | Suècia          | 0  | 0      | 1      | 1     |